# Jean Autrand
Pour les articles homonymes, voir Autrand.
Jean Autrand, né le 30 novembre 1878 à Avignon et mort le 16 novembre 1941 à Rochefort-sur-Mer, est un pasteur et un homme politique français.

## Biographie
Il est élu député en 1928 sous l'étiquette de l'Alliance démocratique. En 1929, il se présente aux élections municipales de Bourges à la tête d'une liste de Concorde républicaine et sociale mais est nettement battu par le maire républicain-socialiste sortant, Henri Laudier, qu'il avait pourtant battu aux élections législatives.
Après avoir perdu son mandat de député en 1932, il reste actif en politique en militant au sein de l'AD.